# Arrondissement Tournon-sur-Rhône
Das Arrondissement Tournon-sur-Rhône ist eine Verwaltungseinheit des französischen Départements Ardèche in der Region Auvergne-Rhône-Alpes. Hauptort (Unterpräfektur) ist Tournon-sur-Rhône.
Im Arrondissement liegen acht Wahlkreise (Kantone) und 118 Gemeinden.

## Wahlkreise
- Kanton Annonay-1
- Kanton Annonay-2
- Kanton Haut-Eyrieux (mit 29 von 44 Gemeinden)
- Kanton Guilherand-Granges
- Kanton Lamastre
- Kanton Sarras
- Kanton Tournon-sur-Rhône
- Kanton La Voulte-sur-Rhône (mit 5 von 17 Gemeinden)

## Gemeinden
Die Gemeinden des Arrondissements Tournon-sur-Rhône sind:
| 1. Accons (07001)*                  | 2. Albon-d’Ardèche (07006)                | 3. Alboussière (07007)                 | 4. Andance (07009)                     |
| 5. Annonay (07010)                  | 6. Arcens (07012)                         | 7. Ardoix (07013)                      | 8. Arlebosc (07014)                    |
| 9. Arras-sur-Rhône (07015)          | 10. Belsentes (07165)                     | 11. Boffres (07035)                    | 12. Bogy (07036)                       |
| 13. Boucieu-le-Roi (07040)          | 14. Boulieu-lès-Annonay (07041)           | 15. Bozas (07039)                      | 16. Brossainc (07044)                  |
| 17. Le Chambon (07049)              | 18. Champagne (07051)                     | 19. Champis (07052)                    | 20. Chanéac (07054)                    |
| 21. Charmes-sur-Rhône (07055)       | 22. Charnas (07056)                       | 23. Châteaubourg (07059)               | 24. Cheminas (07063)                   |
| 25. Le Cheylard (07064)             | 26. Colombier-le-Cardinal (07067)         | 27. Colombier-le-Jeune (07068)         | 28. Colombier-le-Vieux (07069)         |
| 29. Cornas (07070)                  | 30. Le Crestet (07073)                    | 31. Davézieux (07078)                  | 32. Devesset (07080)                   |
| 33. Dornas (07082)                  | 34. Désaignes (07079)                     | 35. Eclassan (07084)                   | 36. Empurany (07085)                   |
| 37. Étables (07086)                 | 38. Félines (07089)                       | 39. Gilhoc-sur-Ormèze (07095)          | 40. Glun (07097)                       |
| 41. Guilherand-Granges (07102)      | 42. Issamoulenc (07104)                   | 43. Jaunac (07108)                     | 44. Labatie-d’Andaure (07114)          |
| 45. Lachapelle-sous-Chanéac (07123) | 46. Lafarre (07124)                       | 47. Lalouvesc (07128)                  | 48. Lamastre (07129)                   |
| 49. Lemps (07140)                   | 50. Limony (07143)                        | 51. Mariac (07150)                     | 52. Mars (07151)                       |
| 53. Mauves (07152)                  | 54. Monestier (07160)                     | 55. Nozières (07166)                   | 56. Ozon (07169)                       |
| 57. Pailharès (07170)               | 58. Peaugres (07172)                      | 59. Peyraud (07174)                    | 60. Plats (07177)                      |
| 61. Préaux (07185)                  | 62. Quintenas (07188)                     | 63. Rochepaule (07192)                 | 64. Roiffieux (07197)                  |
| 65. Saint-Agrève (07204)            | 66. Saint-Alban-d’Ay (07205)              | 67. Saint-Andéol-de-Fourchades (07209) | 68. Saint-André-en-Vivarais (07212)    |
| 69. Saint-Barthélemy-Grozon (07216) | 70. Saint-Barthélemy-le-Meil (07215)      | 71. Saint-Barthélemy-le-Plain (07217)  | 72. Saint-Basile (07218)               |
| 73. Saint-Christol (07220)          | 74. Saint-Cierge-sous-le-Cheylard (07222) | 75. Saint-Clair (07225)                | 76. Saint-Clément (07226)              |
| 77. Saint-Cyr (07227)               | 78. Saint-Désirat (07228)                 | 79. Saint-Étienne-de-Valoux (07234)    | 80. Saint-Félicien (07236)             |
| 81. Saint-Genest-Lachamp (07239)    | 82. Saint-Georges-les-Bains (07240)       | 83. Saint-Jacques-d’Atticieux (07243)  | 84. Saint-Jean-de-Muzols (07245)       |
| 85. Saint-Jean-Roure (07248)        | 86. Saint-Jeure-d’Andaure (07249)         | 87. Saint-Jeure-d’Ay (07250)           | 88. Saint-Julien-d’Intres (07103)      |
| 89. Saint-Julien-Vocance (07258)    | 90. Saint-Marcel-lès-Annonay (07265)      | 91. Saint-Martin-de-Valamas (07269)    | 92. Saint-Michel-d’Aurance (07276)     |
| 93. Saint-Péray (07281)             | 94. Saint-Pierre-sur-Doux (07285)         | 95. Saint-Pierreville (07286)          | 96. Saint-Prix (07290)                 |
| 97. Saint-Romain-d’Ay (07292)       | 98. Saint-Romain-de-Lerps (07293)         | 99. Saint-Sylvestre (07297)            | 100. Saint-Symphorien-de-Mahun (07299) |
| 101. Saint-Victor (07301)           | 102. Sarras (07308)                       | 103. Satillieu (07309)                 | 104. Savas (07310)                     |
| 105. Serrières (07313)              | 106. Soyons (07316)                       | 107. Sécheras (07312)                  | 108. Talencieux (07317)                |
| 109. Thorrenc (07321)               | 110. Toulaud (07323)                      | 111. Tournon-sur-Rhône (07324)         | 112. Vanosc (07333)                    |
| 113. Vaudevant (07335)              | 114. Vernosc-lès-Annonay (07337)          | 115. Villevocance (07342)              | 116. Vinzieux (07344)                  |
| 117. Vion (07345)                   | 118. Vocance (07347)                      |                                        |                                        |

* Zahlen in Klammern sind INSEE-Codes

## Neuordnung der Arrondissements 2017

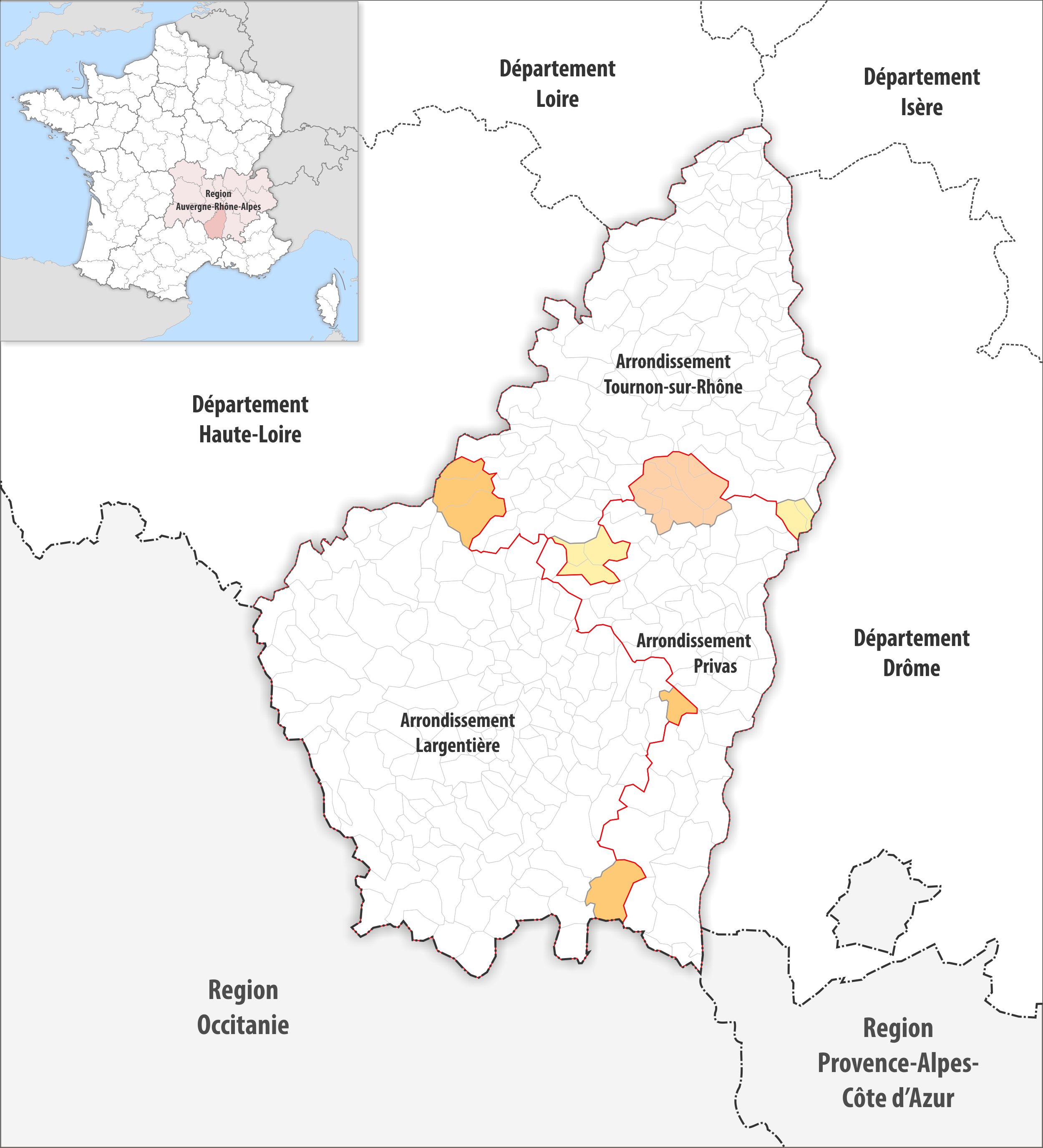
Arrondissementsanpassungen im Jahr 2017

Durch die Neuordnung der Arrondissements im Jahr 2017 wurden die drei Gemeinden Borée, La Rochette und Saint-Martial aus dem Arrondissement Tournon-sur-Rhône dem Arrondissement Largentière sowie die acht Gemeinden Chalencon, Châteauneuf-de-Vernoux, Saint-Apollinaire-de-Rias, Saint-Jean-Chambre, Saint-Julien-le-Roux, Saint-Maurice-en-Chalencon, Silhac und Vernoux-en-Vivarais dem Arrondissement Privas zugewiesen. Die fünf Gemeinden Albon-d’Ardèche, Charmes-sur-Rhône, Issamoulenc, Saint-Georges-les-Bains und Saint-Pierreville wurden aus dem Arrondissement Privas dem Arrondissement Tournon-sur-Rhône zugewiesen. 

## Ehemalige Gemeinden seit der landesweiten Neuordnung der Kantone
bis 2018: Nonières, Saint-Julien-Labrousse, Intres, Saint-Julien-Boutières